# Птица года в России
Птица года в России избирается ежегодно Союзом охраны птиц России, начиная с 1996 года. Избранный вид становится символом природоохранной работы, по нему проводятся специальные исследования, распространяются информационные листовки и плакаты, проводятся детские конкурсы рисунков и другие мероприятия. Этот титул может получить не только отдельный вид, но и систематическая группа птиц фауны России, легко узнаваемая любителями и нуждающаяся в помощи человека.

## Список птиц года, выбранных Союзом охраны птиц России
| Год  | Название | Название (биномен)   | Фото               |
| ---- | --- | -------------------- | ------------------ |
| 2025 | Грач | Corvus frugilegus    |                    |
| 2024 | Чиж | Spinus spinus        |                    |
| 2023 | Кроншнеп | Numenius             |                    |
| 2022 | Домовой воробей считается наиболее распространённым видом из рода настоящих воробьёв (Passer). Однако его численность очень быстро сокращается. | Passer domesticus    |                    |
| 2021 | Кобчик относится к семейству Соколиные отряда Соколообразные, и считается самым мелким дневным пернатым хищником России. Состояние популяции кобчиков вызывает у учёных тревогу — численность их в Европейской России составляет около 20 тыс. пар и неуклонно снижается. Во многих регионах нашей страны кобчик занесён в Красные книги. | Falco vespertinus    |                    |
| 2020 | Журавли — это общее название представителей семейства Журавлиных (Gruidae). Они обитают на всех континентах Земли за исключением Южной Америки и Антарктиды. Семейство включает 4 рода с 15 видами, из них на территории России гнездятся 7 видов, относящихся к 2 родам. Журавли — крупные стройные птицы на высоких ногах, с длинной шеей и относительно широкими крыльями. Самый высокий из них — индийский, самый массивный — японский журавль, самый мелкий журавль — красавка.                                                                               | Gruidae              | Журавль            |
| 2019 | Обыкновенная горлица — птица из семейства голубиных (Columbidae), достигает размеров от 26 до 29 см и весит около 300 г. | Streptopelia turtur  | Горлица            |
| 2018 | Скопа — крупная хищная птица, распространённая в обоих полушариях, единственный представитель семейства скопиных (Pandionidae). В отличие от других хищных птиц, рацион почти полностью состоит из рыбы. Охотятся скопы в основном на лету (реже из засады), паря над водой на высоте 10—40 м | Pandion haliaetus    | Скопа              |
| 2017 | Буроголовая гаичка, или пухля́к. Небольшая подвижная синица, населяющая зону хвойных лесов Европы и Азии, отдаёт предпочтение глухим участкам леса, сплошной тайге и заросшим берегам рек. Ведёт оседлый образ жизни. Питается беспозвоночными и их личинками, а также семенами растений. Гнездится невысоко над землёй в дуплах мёртвых деревьев или пнях, в апреле — мае. Дупла выщипывает сама либо использует уже готовые. | Parus montanus       | Буроголовая гаичка |
| 2016 | Удод. Семейство Удодовые (Upupidae) включает один род и всего один вид — удод. Эта птица обитает в Евразии и Африке, населяя полупустыни, степи, лесостепи, пастбища, большие плодовые сады, разнообразный культурный ландшафт. Предпочитает районы с интенсивно развитым животноводством. | Upupa epops          | Удод               |
| 2015 | Горихвостка. В России обитает пять видов горихвосток: обыкновенная, или садовая горихвостка, горихвостка-чернушка, красноспинная горихвостка, сибирская горихвостка и краснобрюхая горихвостка. Ещё один вид — седоголовая горихвостка — изредка залетает на юг Сибири. Единожды на территории России отмечена сизая горихвостка (в октябре 2013 г. в Байкало-Ленском заповеднике). Все горихвостки — мелкие стройные птицы с выраженным половым диморфизмом. Своё имя эта птица получила за похожий на язычок пламени, постоянно подрагивающий яркий рыжий хвост. | Phoenicurus          | Горихвостка        |
| 2014 | Чёрный стриж. Птица из отряда Стрижеобразные. Это один из лучших летунов среди птиц. Большую часть своей жизни он проводит в полёте и может пролететь в день до 1800 км. Населяет территорию Российской Федерации от западных границ до Бурятии. | Apus apus            |                    |
| 2013 | Орлан-белохвост. Крупнейшая птица России из семейства Ястребиные отряда Соколообразные (размах крыльев — от 200 до 230 сантиметров, масса — от 4 до 7 килограммов). Распространена в Северной Европе и Северной Азии; в России — практически на всей территории. Красная книга России и Красный список МСОП. | Haliaeetus albicilla |                    |
| 2012 | Варакушка. Небольшая птица семейства Мухоловковые отряда Воробьинообразные. Распространена в Северной Европе, Северной и Центральной Азии; в России — практически на всей территории. | Luscinia svecica     |                    |
| 2011 | Белая трясогузка. Небольшая птица из семейства Трясогузковые отряда Воробьинообразные. Гнездится преимущественно в Европе, Азии и Северной Африке. | Motacilla alba       |                    |
| 2010 | Чибис, или пигалица. Птица семейства Ржанковые отряда Ржанкообразные. Распространена от Атлантического до Тихого океанов, к югу от полярного круга. | Vanellus vanellus    |                    |
| 2009 | Лебедь. Род птиц из отряда Гусеобразные семейства Утиные. В России встречаются три вида лебедей — кликун (Cygnus cygnus), шипун (Cygnus olor) и малый тундровый лебедь (Cygnus bewickii, последний вид занесен в Красную книгу России, а другие — в региональные Красные книги). | Cygnus               |                    |
| 2008 | Снегирь. Перелётная птица семейства Вьюрковые отряда Воробьинообразные. Снегирь живёт в лесах с густым подлеском, также его можно встретить в садах и парках городов (особенно во время кочёвок). | Pyrrhula pyrrhula    |                    |
| 2007 | Зимородок. Птица семейства Зимородковые (Alcedinidae) отряда Ракшеобразные. Немного крупнее воробья. | Alcedo atthis        |                    |
| 2006 | Чайка. | Larus                |                    |
| 2005 | Сова. Были избраны все виды отряда Совообразные, обитающие в России. Сова — символ мудрости, атрибут древнегреческой богини Афины. | Asio                 |                    |
| 2004 | Белый аист. Крупные птицы из отряда Аистообразные. Выбор пал на белого аиста в связи с тем, что одновременно проходил международный учёт белого аиста. | Ciconia ciconia      |                    |
| 2003 | Кроншнеп. Яркие представители семейства Бекасовые отряда Ржанкообразные, которых легко узнать по длинным, слегка изогнутым вниз клювам. Длинный острый клюв помогает отыскивать добычу во влажном, мягком дне. | Numenius             |                    |
| 2002 | Пустельга. Птица из отряда Соколообразные семейства Соколиные, наиболее распространённая хищная птица Центральной Европы после канюка. | Falco tinnunculus    |                    |
| 2001 | Обыкновенный скворец. Певчая птица семейства Скворцовые отряда Воробьинообразные, широко распространённая на значительной территории Евразии, а также успешно интродуцированная в Южную Африку, Северную Америку, Австралию и Новую Зеландию. | Sturnus vulgaris     |                    |
| 2000 | Большая синица. Самый крупный и наиболее многочисленный из всех встречающихся в России видов синицевых птиц. Обитает в Европе, Азии и Северо-Западной Африке. | Parus major          |                    |
| 1999 | Деревенская ласточка. | Hirundo rustica      |                    |
| 1998 | Серый журавль. Крупная птица (высота ок. 115 см, размах крыльев 180—200 см; вес самца 5.1-6 кг, самки 4.5-5.9 кг) из отряда Журавлеобразные, обитающая в Европе и Азии; третий по численности вид журавлей. | Grus grus            |                    |
| 1997 | Полевой жаворонок. Птица семейства Жаворонковые отряда Воробьинообразные, известная довольно громким и мелодичным пением. | Alauda arvensis      |                    |
| 1996 | Коростель. Птица семейства пастушковых отряда Журавлеобразные. Гнездится в Европе и Азии, а зимует в Африке к югу от Сахары. | Crex crex            |                    |